# Chenereilles (Loire)
Chenereilles é uma comuna francesa na região administrativa de Auvérnia-Ródano-Alpes, no departamento de Loire. Estende-se por uma área de 8,97 km². Em 2010 a comuna tinha 530 habitantes (densidade: 59,1 hab./km²).